# Archibald Douglas (1883-1960)
Conte Wilhelm Archibald Douglas (Stjärnorp, 19 luglio 1883 – Grensholm, 5 luglio 1960) è stato un nobile, militare e politico svedese.